# Ernst Abbe
Ernst Abbe (Eisenach, 23 de janeiro de 1840 — Jena, 14 de janeiro de 1905) foi um físico alemão cientista óptico, empresário e reformador social. Juntamente com Otto Schott e Carl Zeiss, desenvolveu vários instrumentos ópticos. Ele também foi co-proprietário da Carl Zeiss AG, fabricante alemão de microscópios científicos, telescópios astronômicos, planetários e outros sistemas ópticos avançados.

## Vida pessoal

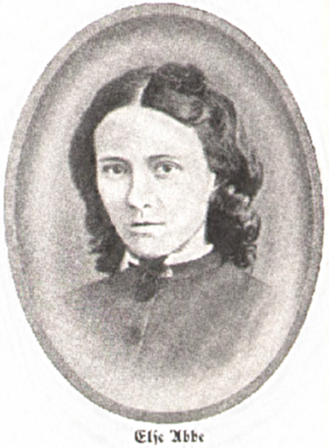
Else Snell

Abbe nasceu em 23 de janeiro de 1840 em Eisenach, Saxe-Weimar-Eisenach, filho de Georg Adam Abbe e Elisabeth Christina Barchfeldt. Ele veio de uma família humilde - seu pai era capataz em uma fiação. Apoiado pelo empregador de seu pai, Abbe pôde frequentar a escola secundária e obter a qualificação geral para ingresso na universidade com notas razoavelmente boas, no Eisenach Gymnasium, onde se formou em 1857. Quando ele deixou a escola seu talento científico e sua força de vontade já se tornaram evidentes. Assim, apesar da difícil situação financeira da família, seu pai decidiu apoiar os estudos de Abbe nas Universidades de Jena (1857–1859) e Göttingen (1859-1861). Durante seu tempo como estudante, Abbe deu aulas particulares para melhorar sua renda. O empregador de seu pai continuou a financiá-lo. Abbe recebeu seu Ph.D. em Göttingen em 23 de março de 1861. Enquanto estava na escola, ele foi influenciado por Bernhard Riemann e Wilhelm Eduard Weber, que também era um dos Sete de Göttingen. Isto foi seguido por duas missões curtas no observatório de Göttingen e no Physikalischer Verein em Frankfurt (uma associação de cidadãos interessados em física e química que foi fundada por Johann Wolfgang von Goethe em 1824 e ainda existe hoje). Em 8 de agosto de 1863, ele se qualificou como professor universitário na Universidade de Jena. Em 1870, ele aceitou um contrato como professor associado de física experimental, mecânica e matemática em Jena. Em 1871, casou-se com Else Snell, filha do matemático e físico Karl Snell, um dos professores de Abbe, om quem teve duas filhas. Ele alcançou o status de professor titular em 1879. Tornou-se diretor do observatório astronômico e meteorológico de Jena em 1878. Em 1889, tornou-se membro da Academia Bávara de Ciências e Humanidades. Ele também foi membro da Academia Saxônica de Ciências. Ele foi dispensado de suas funções de professor na Universidade de Jena em 1891. Abbe morreu em 14 de janeiro de 1905 em Jena. Ele era ateu.

## Vida profissional

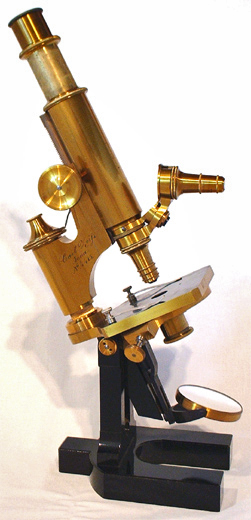
Microscópio de Carl Zeiss (1879) com óptica de Abbe

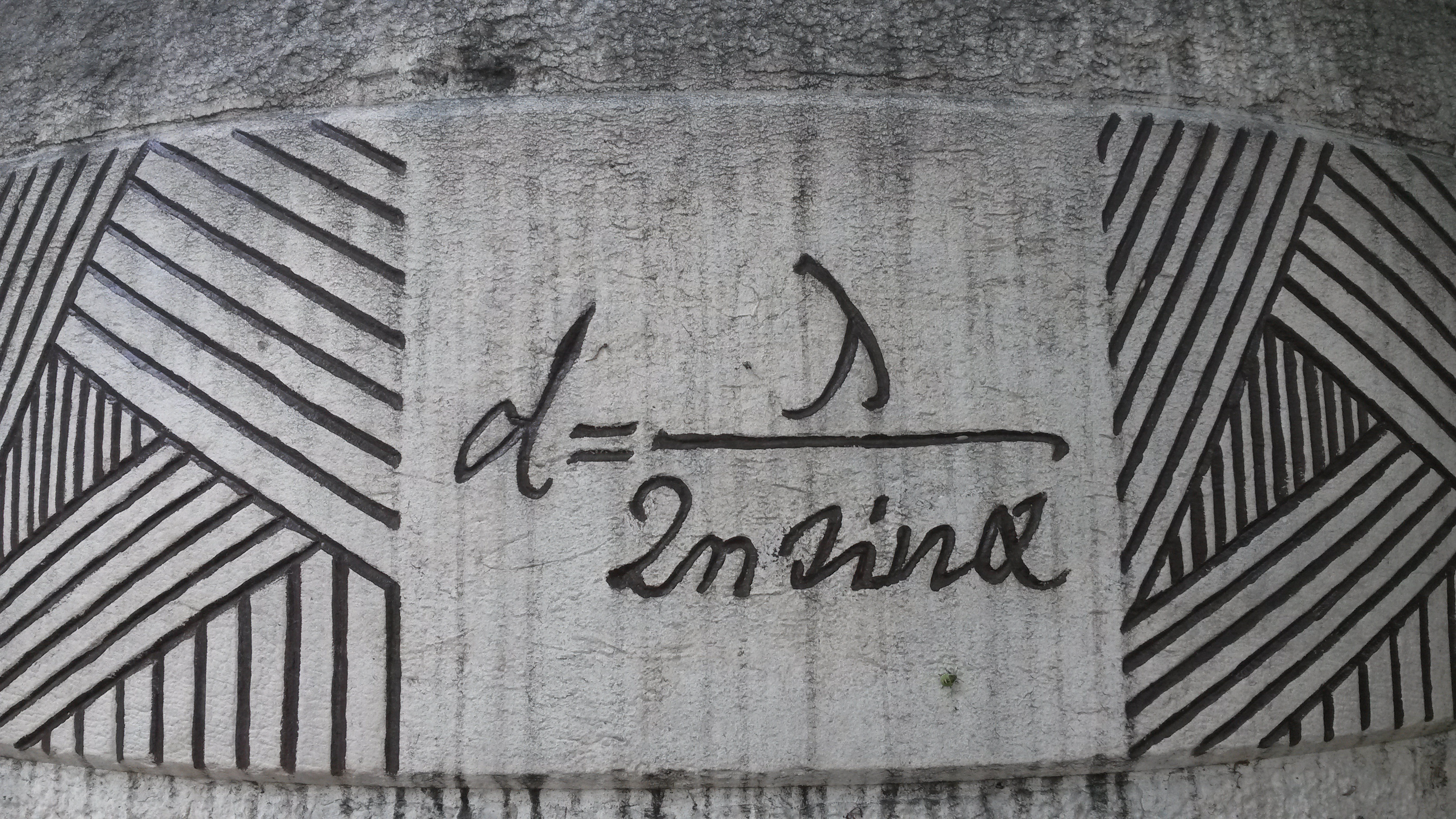
A fórmula do limite de resolução gravada em um memorial Ernst Abbe em Jena, Alemanha

Selo alemão de 1968

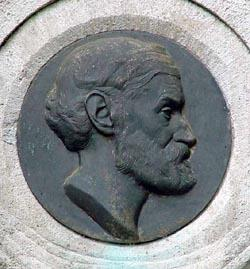
Ernst Abbe, em seu túmulo

Em 1866, tornou-se diretor de pesquisa da Zeiss Optical Works e, em 1886, inventou a lente apocromática, uma lente de microscópio que elimina a distorção de cores primária e secundária. Em 1870, Abbe inventou o condensador Abbe, usado para iluminação de microscópio. IEm 1871, ele projetou o primeiro refratômetro, que ele descreveu em um livreto publicado em 1874. Ele desenvolveu as leis da imagem de objetos não luminosos em 1872. A Zeiss Optical Works começou a vender seus microscópios aprimorados em 1872, em 1877 eles estavam vendendo microscópios com objetiva de imersão homogênea e em 1886 seus microscópios objetivos apocromáticos estavam sendo vendidos. Ele criou o número de Abbe, uma medida da variação de qualquer material transparente do índice de refração com comprimento de onda e o critério de Abbe, que testa a hipótese de que existe uma tendência sistemática em um conjunto de observações (em termos de poder de resolução, esse critério estipula que uma separação angular não pode ser menor que a razão entre o comprimento de onda e o diâmetro da abertura, ver resolução angular). Já é professor em Jena, ele foi contratado por Carl Zeiss para melhorar o processo de fabricação de instrumentos ópticos, que na época era baseado em tentativa e erro.
Abbe foi o primeiro a definir o termo abertura numérica, como o seno do meio ângulo multiplicado pelo índice de refração do meio preenchendo o espaço entre a tampa de vidro e a lente frontal.

Abbe é creditado por muitos por descobrir o limite de resolução do microscópio e a fórmula (publicada em 1873)

| {\displaystyle d={\frac {\lambda }{2NA}}} | \| \| \| \| \| \| \| \| | (Eq. 1) |
|                                           |                         |         |
|                                           |                         |         |
embora em uma publicação em 1874, Helmholtz afirme que esta fórmula foi derivada pela primeira vez por Joseph Louis Lagrange, que morreu 61 anos antes. Helmholtz ficou tão impressionado que ofereceu uma cátedra na Universidade de Berlim, que recusou devido a seus vínculos com a Zeiss. Abbe estava no campo dos amplos aperturistas, argumentando que a resolução microscópica é limitada pela abertura da ótica, mas também argumentou que, dependendo da aplicação, existem outros parâmetros que devem ser ponderados sobre a abertura no design das objetivas. No artigo de Abbe de 1874, intitulado "A Contribution to the Theory of the Microscope and the nature of Microscopic Vision", Abbe afirma que a resolução de um microscópio é inversamente dependente de sua abertura, mas sem propor uma fórmula para o limite de resolução de um microscópio.
Em 1876, Abbe recebeu uma oferta de sociedade da Zeiss e começou a compartilhar os lucros consideráveis. Embora as primeiras derivações teóricas da Eq. 1 foram publicados por outros, é justo dizer que Abbe foi o primeiro a chegar experimentalmente a essa conclusão. Em 1878, ele construiu o primeiro sistema de imersão homogêneo para o microscópio. As objetivas que a colaboração de Abbe Zeiss estava produzindo eram de geometria de raio ideal, permitindo a Abbe descobrir que a abertura define o limite superior da resolução microscópica, não a curvatura e o posicionamento das lentes. A primeira publicação de Abbe da Eq. 1 ocorreu em 1882. Nesta publicação, Abbe afirma que tanto suas investigações teóricas quanto experimentais confirmaram a Eq. 1. O contemporâneo de Abbe, Henry Edward Fripp, tradutor para o inglês dos artigos de Abbe e Helmholtz, coloca suas contribuições em pé de igualdade. Ele também aperfeiçoou o método de interferência por Fizeau, em 1884. Abbe, Zeiss, filho de Zeiss, Roderich Zeiss, e Otto Schott formaram, em 1884, a Jenaer Glaswerk Schott & Genossen. Esta empresa, que com o tempo se fundiria com a Zeiss Optical Works, foi responsável pela pesquisa e produção de 44 tipos iniciais de vidro óptico. Trabalhando com telescópios, ele construiu um sistema de reversão de imagem em 1895.
A fim de produzir objetivas de alta qualidade, Abbe fez contribuições significativas para o diagnóstico e correção de aberrações ópticas, tanto aberração esférica quanto aberração coma, o que é necessário para que uma objetiva atinja o limite de resolução da Eq. 1. Além da aberração esférica, Abbe descobriu que os raios em sistemas ópticos devem ter ampliação angular constante sobre sua distribuição angular para produzir um ponto limitado de difração, um princípio conhecido como condição do seno de Abbe. ão monumentais e avançados foram os cálculos e realizações de Abbe que Frits Zernike baseou seu contraste de fasetrabalhou neles, pelo qual recebeu o Prêmio Nobel em 1953, e Hans Busch os usou para trabalhar no desenvolvimento do microscópio eletrônico.
Durante sua associação com os trabalhos de microscópio de Carl Zeiss, ele não apenas esteve na vanguarda do campo da ótica, mas também da reforma trabalhista. Ele fundou o social-democrata Jenaische Zeitung (jornal) em 1890 e em 1900, introduziu a jornada de trabalho de oito horas, em memória da jornada de trabalho de 14 horas de seu próprio pai. Além disso, ele criou um fundo de pensão e um fundo de compensação de quitação. Em 1889, Ernst Abbe fundou e doou a Fundação Carl Zeiss para pesquisa científica. O objetivo da fundação era "garantir o futuro econômico, científico e tecnológico e, assim, melhorar a segurança do emprego de seus funcionários". Ele enfatizou que o sucesso de um funcionário se baseava apenas em sua capacidade e desempenho, não em sua origem, religião ou opiniões políticas. Em 1896, ele reorganizou os trabalhos ópticos Zeiss em uma cooperativa com participação nos lucros. Suas visões sociais foram tão respeitadas que foram usadas pelo estado prussiano como modelo e idealizadas por Alfred Weber no livro de 1947 Schriften der Heidelberger Aktionsgruppe zur Demokratie und Zum Freien Sozialismus.